# Odontothera debilis
Odontothera debilis är en fjärilsart som beskrevs av Butler 1882. Odontothera debilis ingår i släktet Odontothera och familjen mätare. Inga underarter finns listade i Catalogue of Life.